# Phillip Paludan
Phillip Shaw Paludan (St. Cloud (Minnesota), 26 januari 1938 - Springfield (Illinois), 1 augustus 2007) was een Amerikaanse geschiedkundige, die toonaangevende werken op het gebied van de Amerikaanse Burgeroorlog (1861-1865) en de Amerikaanse president Abraham Lincoln heeft geschreven.

## Levensloop
Na zijn bachelor en master aan het Occidental College in Los Angeles te hebben behaald, promoveerde hij aan de Universiteit van Illinois in Springfield. Vervolgens gaf hij ruim dertig jaar les aan de Universiteit van Kansas in Lawrence (Kansas). Ook doceerde hij in het kader van een gastaanstelling aan de Rutgers-universiteit in de staat New Jersey en aan het University College in de Ierse hoofdstad Dublin.
Paludan schreef vier grote werken over Lincoln en de Amerikaanse Burgeroorlog. Hij werd talloze malen onderscheiden, onder meer met de Lincoln Prize, de Barondess Lincoln Award en de ereoorkonde van de Lincoln Memorial Universiteit in Harrogate (Tennessee) Ook kreeg hij een eredoctoraat van het Lincoln College in Lincoln (Illinois) en in 2001 een bijzondere leerstoel voor Lincoln Studies aan de Universiteit van Illinois in Springfield.
Na een lang ziekbed overleed Phillip Paludan op 69-jarige leeftijd.

## Werken (selectie)
- A Covenant With Death: The Constitution, Law, and Equality in the Civil War Era, 1975, 323 p., University of Illinois Press - Champaign (Illinois), ISBN 9780252002618
- Constitution, Law, and American Life: Critical Aspects of the Nineteenth-Century Experience, 1992, 232 p., University of Georgia Press - Athens (Georgia), ISBN 9780820314037, als co-auteur
- The Presidency of Abraham Lincoln, 1995 (oorspr. 1994), 388 p., University Press of Kansas - Lawrence (Kansas), ISBN 9780700607457
- A People's Contest: The Union and Civil War, 1861-1865, 1996 (oorspr. 1988), 524 p., University Press of Kansas - Lawrence (Kansas), ISBN 9780700608126
- War and Home: The Civil War Encounter, 1998, 28 p., Marquette University Press - Milwaukee (Wisconsin), ISBN 9780874623314
- Victims: A True Story of the Civil War, 2005 (oorspr. 1981), 144 p., University of Tennessee Press - Knoxville (Tennessee), ISBN 9781572333253